# Geisha (zespół muzyczny)
Geisha – indonezyjski zespół muzyczny z Pekanbaru. Został założony w 2003 roku.
Szczyt ich aktywności nastąpił po dotarciu do finału konkursu A Mild Live Wanted. W pierwotnym składzie grupy znaleźli się: Narova Morina Sinaga (Momo) – wokal, Roby Satria – gitara, Ashari Aulia (Nard) – bas, Rahmad Ramadhan (Dhan) – klawisze, Ahmad Rasyid (Aan) – perkusja. W 2018 r. nową wokalistką zespołu została Regina Poetiray.
W 2009 r. wydali swój debiutancki album pt. Anugerah Terindah. Wśród przebojów, które spopularyzowali, są takie utwory jak „Jika Cinta Dia” czy „Selalu Salah”.
W 2010 r. zostali laureatami AMI (Anugerah Musik Indonesia) w kategorii najlepszy debiutant. W kolejnych latach kariery zebrali szereg kolejnych takich nagród: w 2012 r. w kategoriach najlepszy album (za album Meraih Bintang) i najlepsza grupa popowa (za utwór „Cinta dan Benci”), w 2014 r. w kategoriach najlepsze dzieło produkcyjne i najlepsza grupa popowa (za utwór „Lumpuhkanlah Ingatanku”).
W 2014 r. teledysk do utworu „Lumpuhkanlah Ingatanku” miał 25 mln odsłon w serwisie YouTube.

## Dyskografia
Źródło: .
Albumy studyjne
- 2009: Anugerah Terindah
- 2011: Meraih Bintang
- 2014: Bersinar Terang